# Alejandro Karađorđević (1806-1885)
Alejandro Karađorđević (Topola, 11 de octubre de 1806-Timişoara, 3 de mayo de 1885) fue el príncipe de Serbia entre 1842 y 1858. Era miembro de la casa de Karađorđević.

## Biografía
Hijo menor de Karađorđe Petrović y Jelena Jovanović, nació en Topola el 11 de octubre de 1806. Fue educado en Jotín, Besarabia (Rusia), en el patrocinio del zar ruso.
Después del decreto del Sultán que reconoce el título de príncipe Miguel III Obrenović a finales de 1839, la familia volvió a Serbia. Alejandro unió la Oficina Central del Ejército Serbio, y fue promovido a teniente y designado como el ayudante del príncipe Miguel.

### Nombramiento como príncipe
Después de los conflictos políticos causados por el supuesto desacato a la «Constitución turca», y las abdicaciones de Milos y de Miguel Obrenović, Alejandro Karađorđević fue elegido príncipe de Serbia por la asamblea nacional de Vracar el 14 de septiembre de 1842. Habiendo sido su título reconocido por Rusia y por Turquía, el príncipe Alejandro comenzó las reformas y fundó nuevas instituciones para mejorar el progreso del estado serbio. Puso en práctica el código de derechos civiles, organizó el Ejército regular, construyó una fundición de cañones, y fundó la Biblioteca Nacional y el Museo Nacional de Serbia.
Durante la revolución húngara en Voivodina de 1848, Alejandro Karađorđević envió tropas bajo el mando de Stevan Knicanin para luchar contra los rebeldes serbios que buscaban su autonomía. A continuación del movimiento político de 1848, la idea paneslava de una monarquía yugoslava surgió como un programa político de Ilija Garasanin, proclamando la liberación de todos los eslavos del sur de la dominación austríaca y turca, que ejercían un punto de vista político externo a Serbia.
Internamente, el príncipe Alejandro y los miembros del Consejo entraron en conflicto, culminando con la convocatoria de la asamblea nacional en el día de San Andrés en diciembre de 1858, que le obligó a abdicar.
Se exilió en el vecino Imperio austriaco y residió en Pest. En 1868, el nuevo Gobierno serbio le acusó de haber participado en el asesinato de Miguel III Obrenović, cometido el 10 de junio de ese año. Se lo juzgó in absentia entre el 23 y el 24 de julio y se lo condenó a veinte años de cárcel. Los húngaros lo detuvieron, pero en septiembre de 1869 lo liberaron bajo fianza. El 6 de octubre de 1870, fue absuelto por falta de pruebas. El Gobierno húngaro apeló la sentencia y el 14 de enero de 1871 el tribunal condenó a Karađorđević a ocho años de trabajos forzados. El Tribunal Supremo húngaro, sin embargo, invalidó la nueva sentencia el 3 de junio.

### Últimos años
Después de su abdicación, el Príncipe Alejandro se retiró a su propiedad cerca de Timişoara. Su pacífica vida se vio alterada tras una acusación de suministrar armas y dinero para la conspiración en el asesinato del príncipe Miguel. Profundamente dolido por el veredicto, en el que se mostró un escrito que él no había realizado, luchó para lograr que otro Karađorđević subiera al trono serbio. El príncipe Alejandro murió en Timişoara el 3 de mayo de 1885. Fue enterrado en Viena, y sus restos fueron trasladados en 1912 a la iglesia de San Jorge construida por su hijo Pedro I de Serbia en Oplenac.

## Matrimonio y descendencia
En 1830 Alejandro se casó con Persida Nenadović (1813-1873), hija del voivoda Jevrem Nenadović (1793-1867) y de su esposa, Jovanka Milovanović (1792-1880). Como resultado de su matrimonio nacieron 10 hijos:
- Princesa Poleksija Karađorđević (1 de febrero de 1833-5 de diciembre de 1914).
- Princesa Kleopatra Karađorđević (26 de noviembre de 1835-13 de julio de 1855).
- Príncipe Aleksij Karađorđević (23 de marzo de 1836-21 de abril de 1841).
- Príncipe Svetozar Karađorđević (1841-17 de marzo de 1847).
- Príncipe Petar Karađorđević (29 de junio de 1844-16 de agosto de 1921).
- Princesa Jelena Karađorđević (18 de octubre de 1846-26 de julio de 1867).
- Príncipe Andrej Karađorđević (15 de septiembre de 1848-12 de julio de 1864).
- Princesa Jelisaveta Karađorđević (1850).
- Príncipe Đorđe Karađorđević (11 de octubre de 1856-5 de enero de 1889).
- Príncipe Arsen Karađorđević (16 de abril de 1859-19 de octubre de 1938).

## Títulos y tratamientos
Esta tabla aún no está actualizada. Puedes contribuir aportando información sobre títulos y tratamientos de esta persona.